# Estação Ferroviária de Mirandela

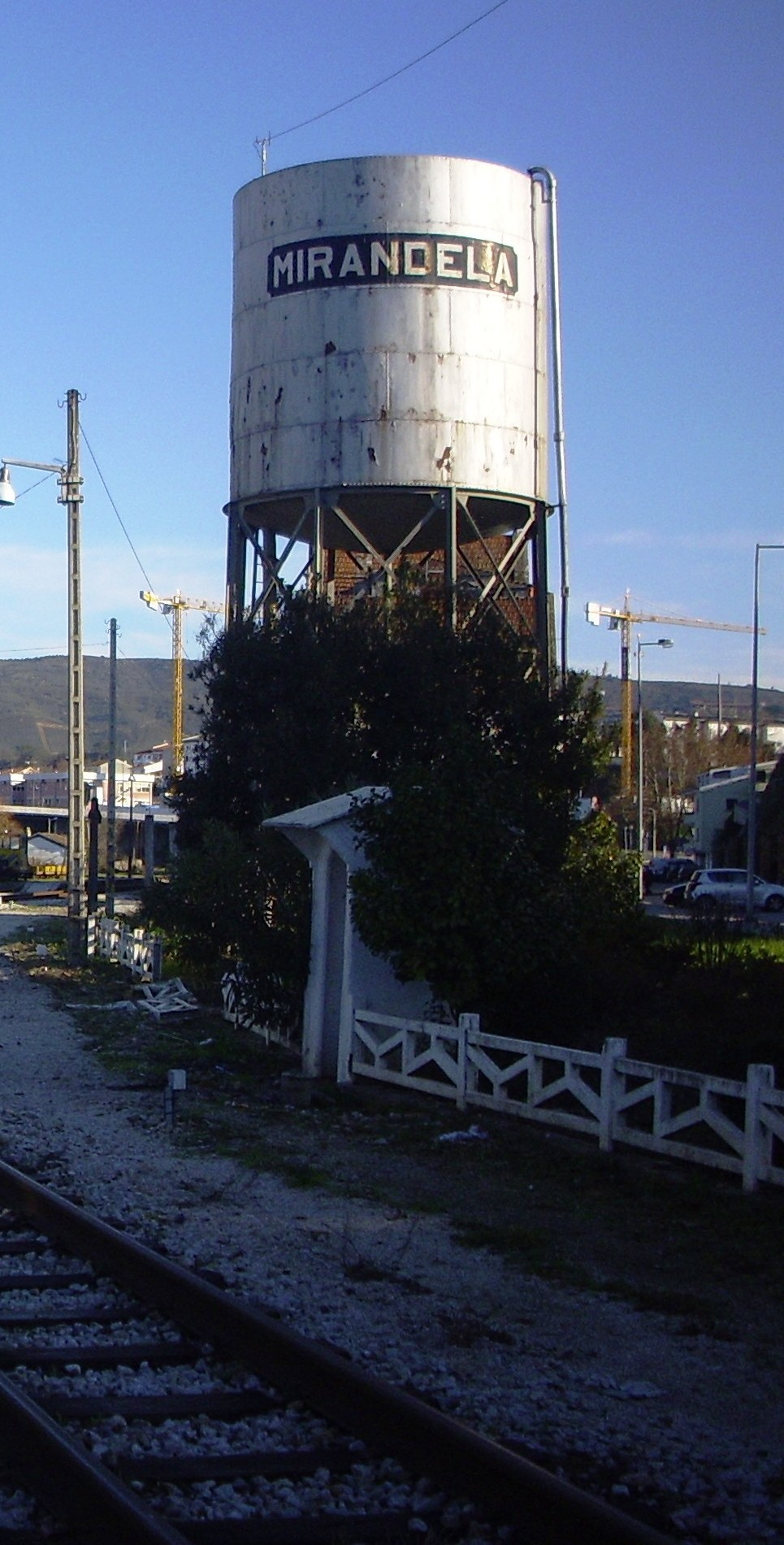
Torre de água da estação de Mirandela, em 2009.

A estação ferroviária de Mirandela (nome anteriormente grafado como "Mirandella"), foi uma interface da Linha do Tua, que servia a cidade de Mirandela, no Distrito de Bragança, em Portugal. Entrou ao serviço em 29 de Setembro de 1887.

## História

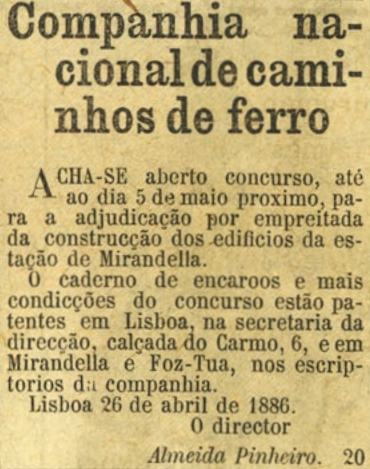
Anúncio do concurso para as obras da estação, em 1886.

### Inauguração
Esta estação foi inaugurada em 27 de Setembro de 1887, em conjunto com o lanço da Linha do Tua até Foz Tua, tendo sido organizado um comboio especial para a cerimónia, que foi acolhido na gare por uma grande multidão, composta por habitantes de Mirandela e da região em redor. A família real saiu do comboio e foi em cortejo até à Câmara Municipal, enquanto que a locomotiva se dirigiu à placa giratória para inverter a marcha, de forma a rebocar o comboio no sentido inverso. Quando passou pelas oficinas, o fogueiro abriu as portas para proceder à limpeza da caixa do fumo, operação que impressionou a população reunida no local. Na cerimónia, que também contou com a presença do ministro das Obras Públicas, Barjona de Freitas, foram feitos vários discursos e a recitação de versos, escritos por Joaquim Belchior de Azevedo e dedicados a D. Luís I e à Linha do Tua. Também tocou uma banda de música, e foram lançados foguetes. Foi igualmente oferecido um jantar no armazém de mercadorias da estação. Este troço abriu à exploração dois dias depois, pela Companhia Nacional de Caminhos de Ferro. O primeiro chefe de estação foi Jerónimo Maria Cardoso.
O edifício de passageiros situava-se do lado sudoeste da via (lado direito do sentido ascendente, a Bragança). A construção desta linha inseriu-se um período de grande desenvolvimento das linhas de via estreita em Portugal, iniciado na década de 1880, que também incluiu as linhas do Dão, do Vouga e do seu Ramal para Aveiro, do Tâmega, do Corgo, e do Sabor.

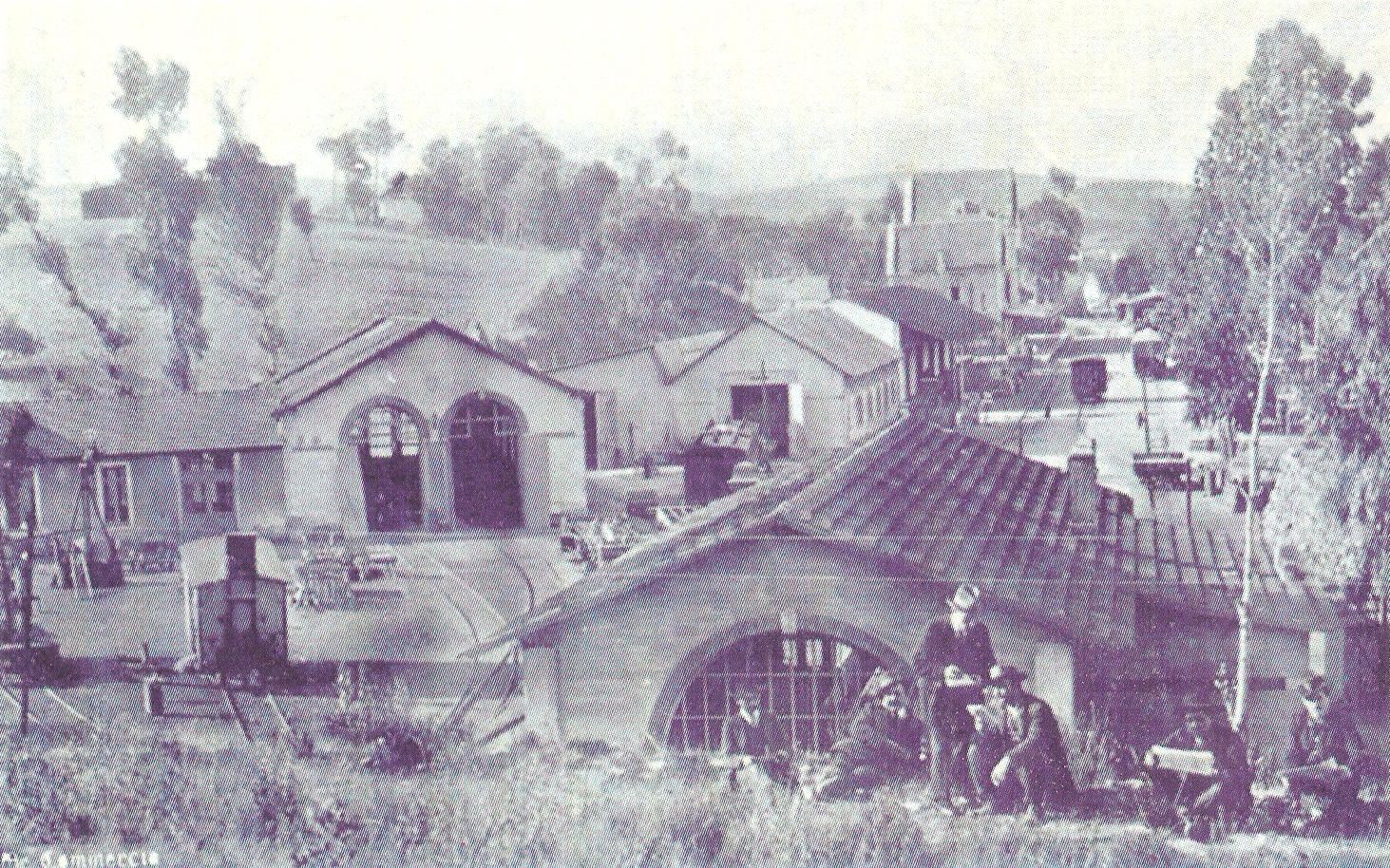
Postal dos finais do século XIX, mostrando a estação e as oficinas.

### Século XX

#### Décadas de 1900 e 1910
Ainda em 1897, o empresário Moses Zagury propôs a construção de um caminho de ferro de via estreita desde esta cidade até Bragança, seguindo a Estrada Real.
Em finais de 1904, já decorriam as obras no lanço da via férrea até Bragança. Em 16 de Junho de 1905, a Gazeta dos Caminhos de Ferro noticiou que se previa para breve a inauguração do primeiro lanço daquela linha, até Quintela. A estação foi construída no interior da localidade, a curta distância do centro histórico.
Com efeito, em 28 de Julho desse ano o governo autorizou a Companhia Nacional a abrir de forma provisória o primeiro tramo da linha além desta estação, mas que ia apenas até Romeu. Este troço entrou ao serviço em 2 de Agosto de 1905. Em 17 de Outubro de 1905, entrou ao serviço o lanço seguinte, até Macedo de Cavaleiros, tendo o primeiro comboio saído desta estação por volta das 8 horas da manhã, no sentido descendente. A linha férrea chegou a Sendas em 18 de Dezembro do mesmo ano, a Rossas a 14 de Agosto de 1906, e finalmente a Bragança em 1 de Dezembro de 1906, completando a Linha do Tua.
Nos princípios do século XX, esta foi uma das estações que foram servidas por novo comboio rápido entre Bragança e Tua, que tinha como finalidade dar ligação ao Comboio Porto - Medina, que percorria a Linha do Douro no seu percurso entre São Bento e a cidade espanhola de Medina del Campo.

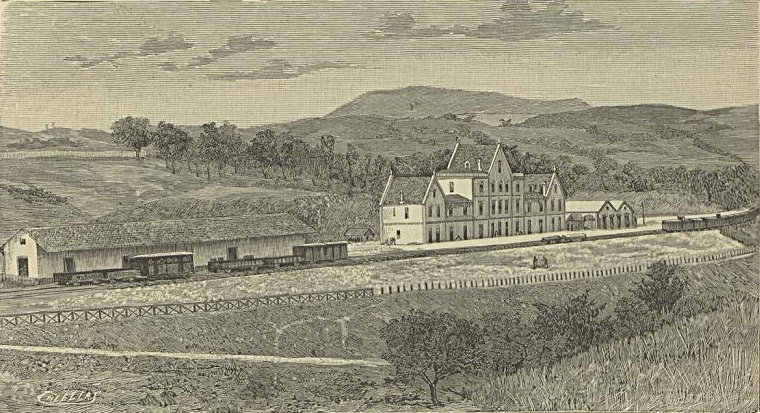
Vista da estação, nos primeiros anos.

Em 1913, existiam serviços de diligências ligando esta interface a Torre de Dona Chama, Valpaços, Vilarandelo, Chaves e Boticas.

#### Décadas de 1930 e 1940
O Plano Geral da Rede Ferroviária, introduzido pelo Decreto n.º 18:190, de 28 de Março de 1930, aludiu à necessidade de construir uma rede de vias que ligassem as várias linhas de via estreita a Norte do Rio Douro entre si e a Leixões, de forma a expandir a zona de influência daquela importante instalação portuária, e melhorar as condições de funcionamento das vias férreas em si. Esta rede, que deveria ligar Mirandela a Caniços, era conhecida como Transversal de Trás-os-Montes, e um dos seus troços seria a Transversal de Valpaços, com cerca de 67 km de extensão, que ligaria Mirandela à Linha do Corgo, em Vila Pouca de Aguiar ou Pedras Salgadas, de acordo com estudos posteriores.

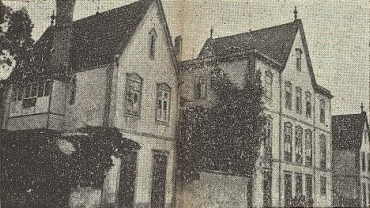
Fotografia da estação de Mirandela, publicada na Gazeta dos Caminhos de Ferro em 1937.

Em 1933, esta estação foi alvo de várias obras por parte da Companhia Nacional, incluindo a cobertura e o calcetamento do cais descoberto, a construção de um muro de vedação, o ajardinamento do recinto, a construção de um hangar para o serviço de revisão do material circulante, a modificação de parte do segundo piso do edifício para instalar os Serviços de Exploração, e a ampliação da casa do guarda da passagem de nível, para servir de habitação ao capataz geral da 1.ª Secção de Via e Obras. No ano seguinte, foi assente uma via de acesso ao cais do carvão, e em 1935 realizaram-se obras de conservação no edifício da estação.
Em 1939, o edifício voltou a ser alvo de obras, tendo sido modificada a residência do director de exploração, feitas várias reparações nas dependências públicas e nos escritórios da exploração; também foram feitos trabalhos de reparação na casa do guarda da passagem de nível e no dormitório do pessoal de trem, ampliada a habitação do chauffeur, e construído um alpendre para servir como depósito de lenhas e de serração mecânica.
Em 1938, foi montada nas oficinas desta estação a primeira locomotiva diesel em Portugal, baptizada de Lydya.
Em 1 de Janeiro de 1947, a Companhia Nacional foi integrada na Companhia dos Caminhos de Ferro Portugueses.

#### Década de 1990
Em 1990, a locomotiva 9006 estava adjudicada ao depósito desta estação. Em 15 de Dezembro de 1991, a estação foi encerrada, em conjunto com o lanço da Linha do Tua até Bragança, pela operadora Caminhos de Ferro Portugueses, e em 13 de Outubro do ano seguinte o material circulante foi retirado de BRagança e colocado nesta estação, numa operação que atraiu considerável polémica.
Na década de 1990, iniciou-se o programa do Metro de Mirandela, que pretendia aproveitar parte do traçado da Linha do Tua para um sistema ferroviário ligeiro, tendo o primeiro troço, desde esta estação até Carvalhais, sido inaugurado em 28 de Julho de 1995. Mais tarde o edifício de passageiros original foi afeto a outros usos e o seu papel tomado por um edifício anexo, a cerca de 100 m a sudeste, no sentido ascendente; ambos situados do lado sulsudeste da via (lado direito do sentido ascendente, para Bragança) e franquando o mesmo arruamento (Rua D. Afonso III =EN213).

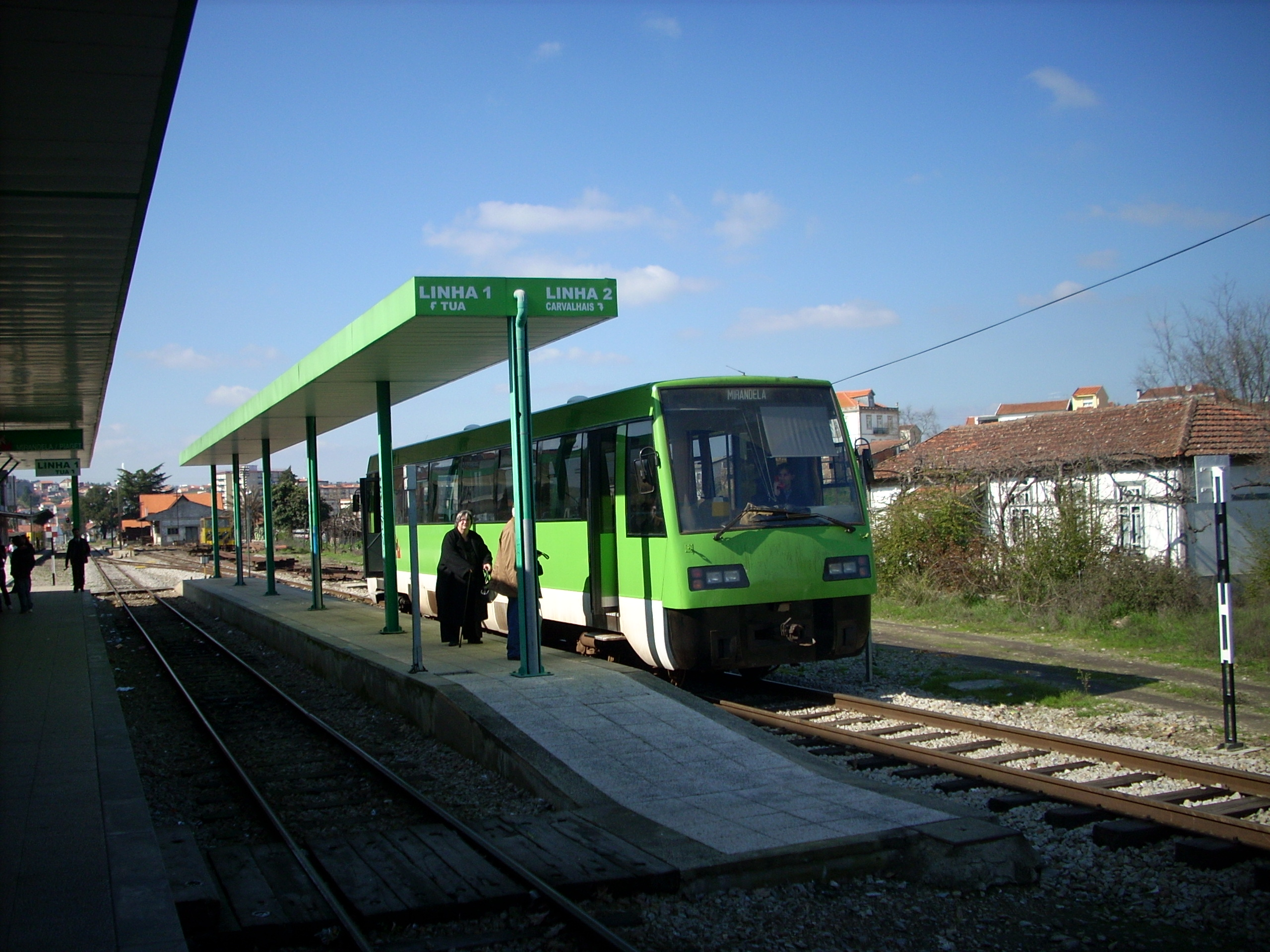
Plataformas da segunda estação de Mirandela.

### Século XXI
Os serviços do Metro de Mirandela foram prolongados até à estação ferroviária do Tua em 21 de Outubro de 2001. No entanto, em 22 de Agosto de 2008 foi suspensa a circulação dos comboios no lanço entre as estações de Cachão e Tua, devido à ocorrência de um grave acidente.
Em 26 de Março de 2010, um grupo de cidadãos enviou um pedido ao Instituto de Gestão do Património Arquitectónico e Arqueológico, onde foi proposta a classificação do troço da linha entre Tua e Mirandela como Património de Interesse Nacional, alegando a sua importância como uma componente única do património ferroviário português, e que estava em risco de ser alagada com a futura construção da Barragem do Tua. No entanto, este processo não teve seguimento, tendo sido arquivado pelo IGESPAR no dia 4 de Novembro desse ano, deixando assim a Linha do Tua de ter protecção legal.

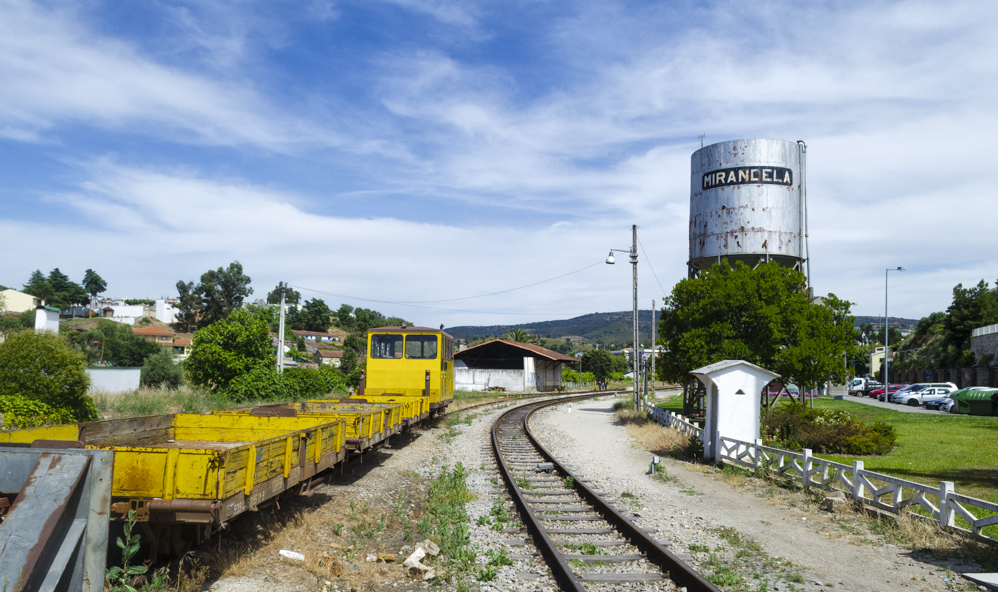
Dresina estacionada na estação de Mirandela.

A 14 de dezembro de 2018 os serviços feroviários do Metro de Mirandela foram suspensos. No ano seguinte, a 12 de Setembro, foi anunciada a transferência, por 50 anos, do edifício da estação original e terrenos anexos (incluindo a segunda estação), para a Câmara Municipal local — que previa a renovação da estação rodoviária contígua e a criação de um centro artístico.

## Leitura recomendada
- FONTE, José Rodrigues da; PEREIRA, Hugo Silveira Pereira, D.L. (2015). A linha de Foz-Tua a Bragança. Col: Projecto FozTua. Vila Nova de Gaia: Inovatec. 150 páginas. ISBN 978-150-77884-0-0
- LAGE, Maria Otília Pereira; VISEU, Albano; BEIRA, Eduardo, D.L.;  et al. (2016). Memória oral e história do Vale do Tua: materiais de um projeto. Col: Projecto FozTua. Vila Nova de Gaia: Inovatec. 168 páginas. ISBN 978-153-01709-0-6
- LAGE, Maria Otília Pereira (2016). Tua: colectânea literária: o vale, o rio e a linha férrea. Col: Projecto FozTua. Vila Nova de Gaia: Inovatec, D.L. 241 páginas. ISBN 978-989-98659-7-6
- LOPES, Roger Teixeira (2002). Mirandela. Mirandela: João Azevedo. 148 páginas. ISBN 972-9001-55-3
- McCANTS, Anne;  et al. (2016). Railroads in historical context: construction, costs and consequences / FOZTUA International Conference. Col: Projecto FozTua (em inglês). Volume 1 de 3. Vila Nova de Gaia: Inovatec, D.L. 462 páginas. ISBN 978-989-97134-5-1
- McCANTS, Anne;  et al. (2016). Railroads in historical context: construction, costs and consequences / FOZTUA International Conference. Col: Projecto FozTua (em inglês). Volume 2 de 3. Vila Nova de Gaia: Inovatec, D.L. 490 páginas. ISBN 978-989-97134-8-2
- McCANTS, Anne;  et al. (2016). Railroads in historical context: construction, costs and consequences / FOZTUA International Conference. Col: Projecto FozTua (em inglês). Volume 3 de 3. Vila Nova de Gaia: Inovatec, D.L. 538 páginas. ISBN 978-989-98659-6-9
- McCANTS, Anne;  et al. (2016). New uses for old railways: Tua. Col: Projecto FozTua (em inglês). Vila Nova de Gaia: Inovatec, D.L. 277 páginas. ISBN 978-153-36963-0-4
- MONTEIRO, António; LOPES, Roger Teixeira (2003). Guia de Mirandela. Mirandela: Câmara Municipal de Mirandela. 122 páginas. ISBN 972-9021-09-0
- SALES, Ernesto Augusto Pereira de (1983). Mirandela: apontamentos históricos. Bragança: Junta Distrital de Bragança. 297 páginas